# St. Mauritius (Rülzheim)
Die römisch-katholische Pfarrkirche St. Mauritius in Rülzheim steht am Deutschordensplatz im Landkreis Germersheim (Rheinland-Pfalz). Sie ist die Hauptkirche der Rülzheimer Großpfarrei Heiliger Theodard und gehört damit zum Dekanat Germersheim im Bistum Speyer. Die Kirche trägt das Patrozinium des heiligen Mauritius und steht unter Denkmalschutz.

## Beschreibung

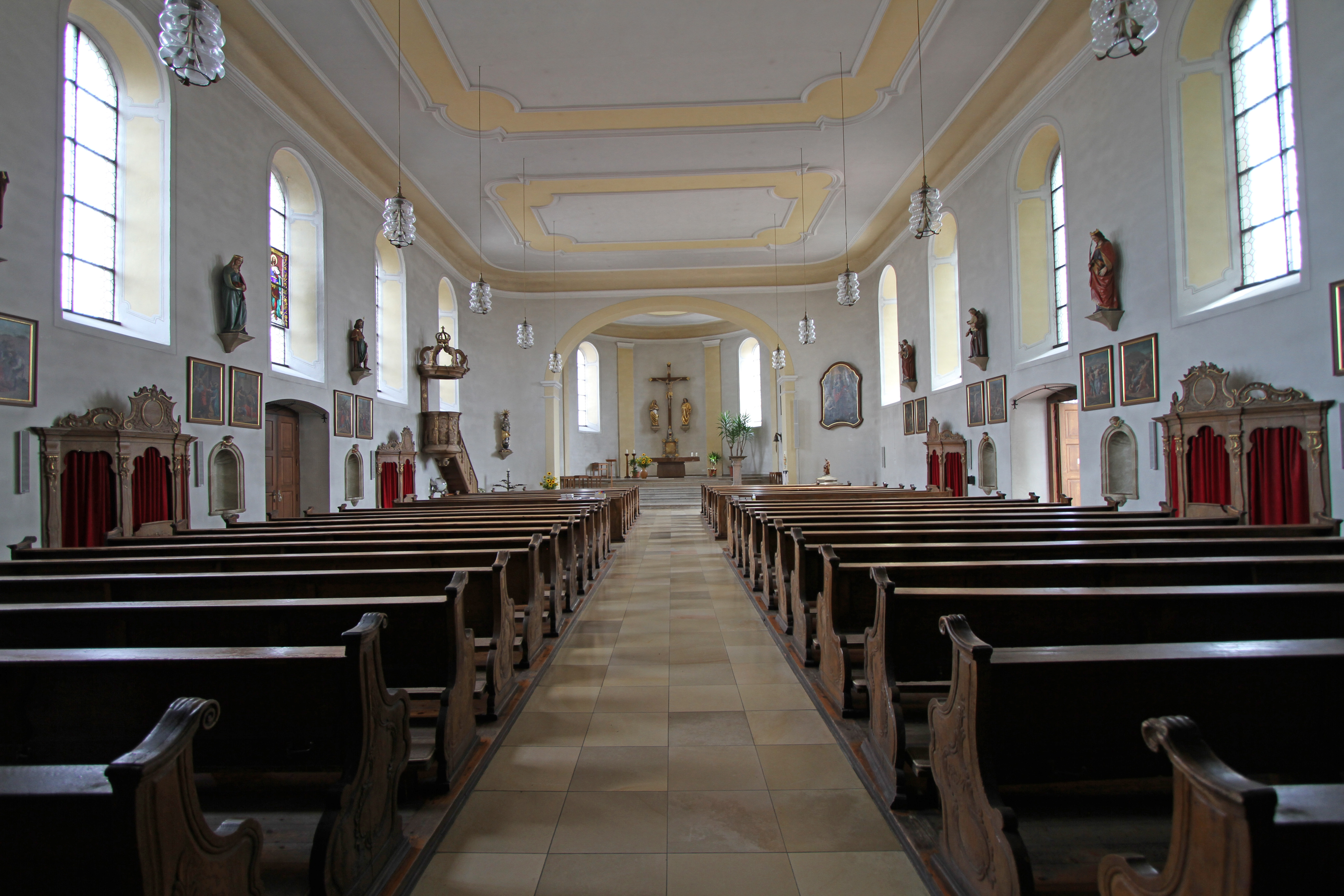
Innenansicht, Blick zum Chor

Bei dem Kirchengebäude handelt es sich um eine 1767 erbaute Saalkirche, deren heutiger Chor aus dem Jahr der Erweiterung des Schiffes 1824 stammt. Im Westen steht der 1845 erbaute Kirchturm mit einem bis zur Glockenstube spätgotischen Unterbau von 1498 auf dem Dach.

## Geschichte
Bereits im Hochmittelalter hat sich eine Vorgängerkirche an der Position des heutigen Kirchengebäudes befunden. Diese wurde 1497 abgebrochen, da sie baufällig wurde und für die Gemeinde nicht ausreichend Platz bot. Im Folgejahr erfolgte die Grundsteinlegung für eine neue gotische Kirche. Die Bauarbeiten konnten unabhängig von der hohen Zahl an verursachten Opfern, zunächst gute Fortschritte erzielen. Zum Abschluss der Arbeiten fehlte es jedoch an ausreichenden Geldmitteln, da die hierfür zuständigen Herren des Deutschritterordens keine Zahlungen leisteten. Ein Urteil des geistlichen Gerichts in Speyer zwang sie schließlich zur einmaligen Zahlung von 45 Gulden, was weit unter dem Bedarf der Kirchengemeinde lag. Daher wendete sich die Gemeinde an den Speyerer Bischof Ludwig von Helmstatt, der die Pfarreien im Bistum zu Spenden anhielt. Noch im Jahr 1498 konnte der Bau der Kirche vollendet werden.
Die Kirche wurde im Dreißigjährigen Krieg stark beschädigt, sodass das Langhaus 1767 im Stil des Rokoko neu errichtet wurde. Der Neubau wurde breiter angelegt als dessen Vorgängerbau. Im Jahr 1824 wurde die Kirche um drei Achsen nach Osten erweitert und der historische Chor in größerer Ausführung mit einem Halbkreisschluss neugebaut. Hierfür wurden auch Steine des kurz zuvor abgebrochenen Dieterskirchels verwendet. Ein Blitzeinschlag zerstörte 1844 den vorhandenen Kirchturm, ein achteckiger Turmhelm wurde im Folgejahr auf dem Dach neu errichtet. Eine umfängliche Kirchenrenovierung erfolgte 1865. Zwei neue Stiegenhäuser beidseits des Hauptportals wurden 1883 außen an der Kirche angebaut. Eine weitere Renovierung wurde 1896 vorgenommen.
Zwischen 1933 und 1937 wurden der Außenverputz erneuert, der Hochaltar sowie die Seitenaltäre umgestaltet und die Sakristei renoviert. Der Glockenturm wurde 1993 saniert und die Glocken durch neue ersetzt. Drei Jahre später erfolgte eine vollständige Erneuerung des baufälligen Dachs und eine Außenrenovierung. In den Jahren 2000 und 2001 wurde das Innere der Kirche saniert.

## Ausstattung
Aus der Zeit des Kirchenneubaus in der zweiten Hälfte des 18. Jahrhunderts ist ein Gemälde des früheren Hochaltars vorhanden, das den heiligen Mauritius zeigt und dem Barockmaler des Mannheimer Hofes, Leidensdorf, zugeschrieben wird. Die Kanzel, mehrere Evangelistenreliefs, die Beichtstühle sowie die Bänke stammen ebenfalls aus dieser Zeit. Ein vorhandener Kelch stammt aus dem Jahr 1753. Aus der Zeit von 1737 bis 1739 ist eine Augsburger Monstranz vorhanden, die mit „D.T.S.“ bezeichnet ist, was für David Th. Saller stehen könnte.
Auch verfügt die Kirche über ein Kruzifix aus Sandstein, das auf einem barocken Sockel steht und mit dem Jahr 1882 bezeichnet ist.

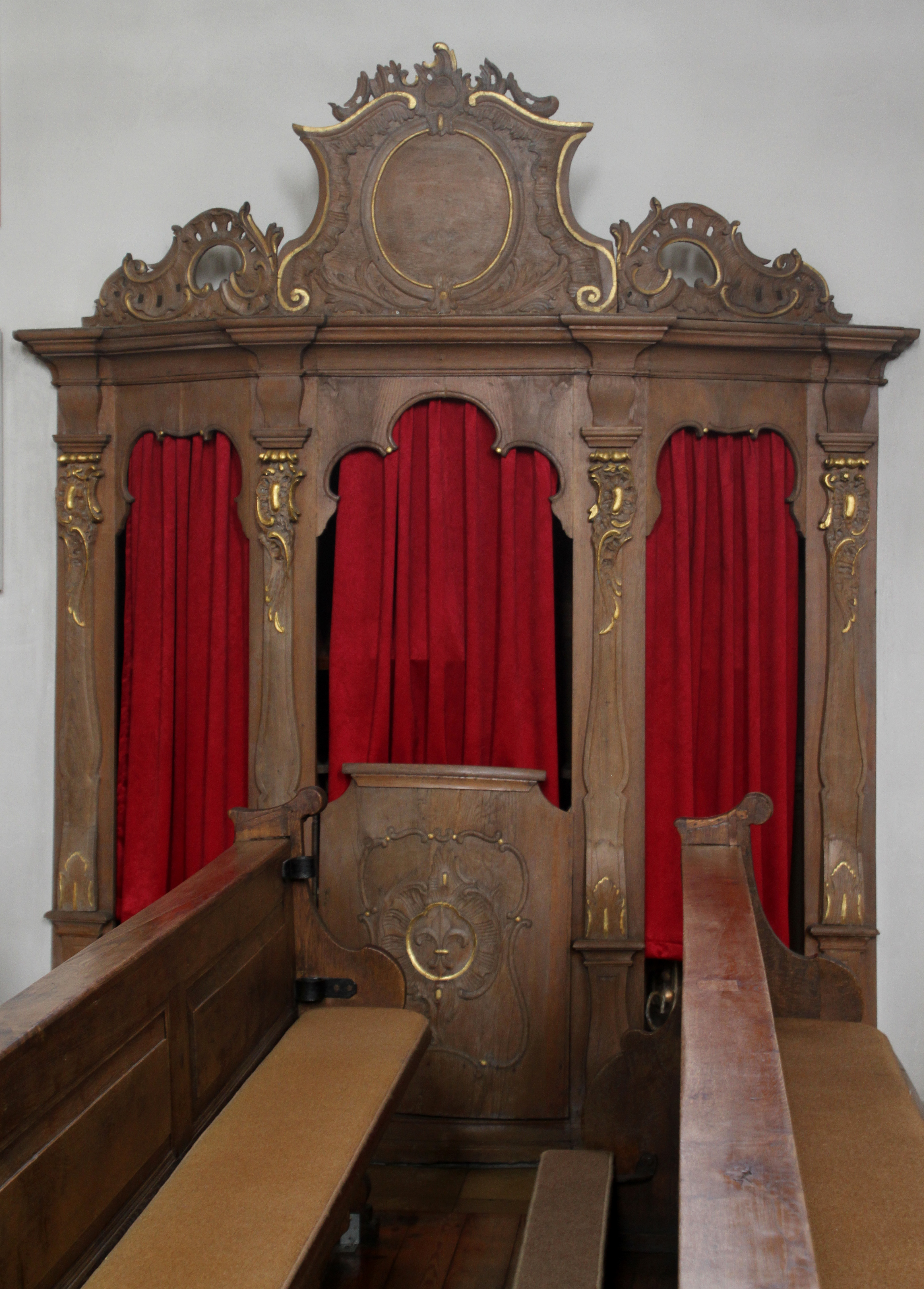
Rokoko-Beichtstuhl
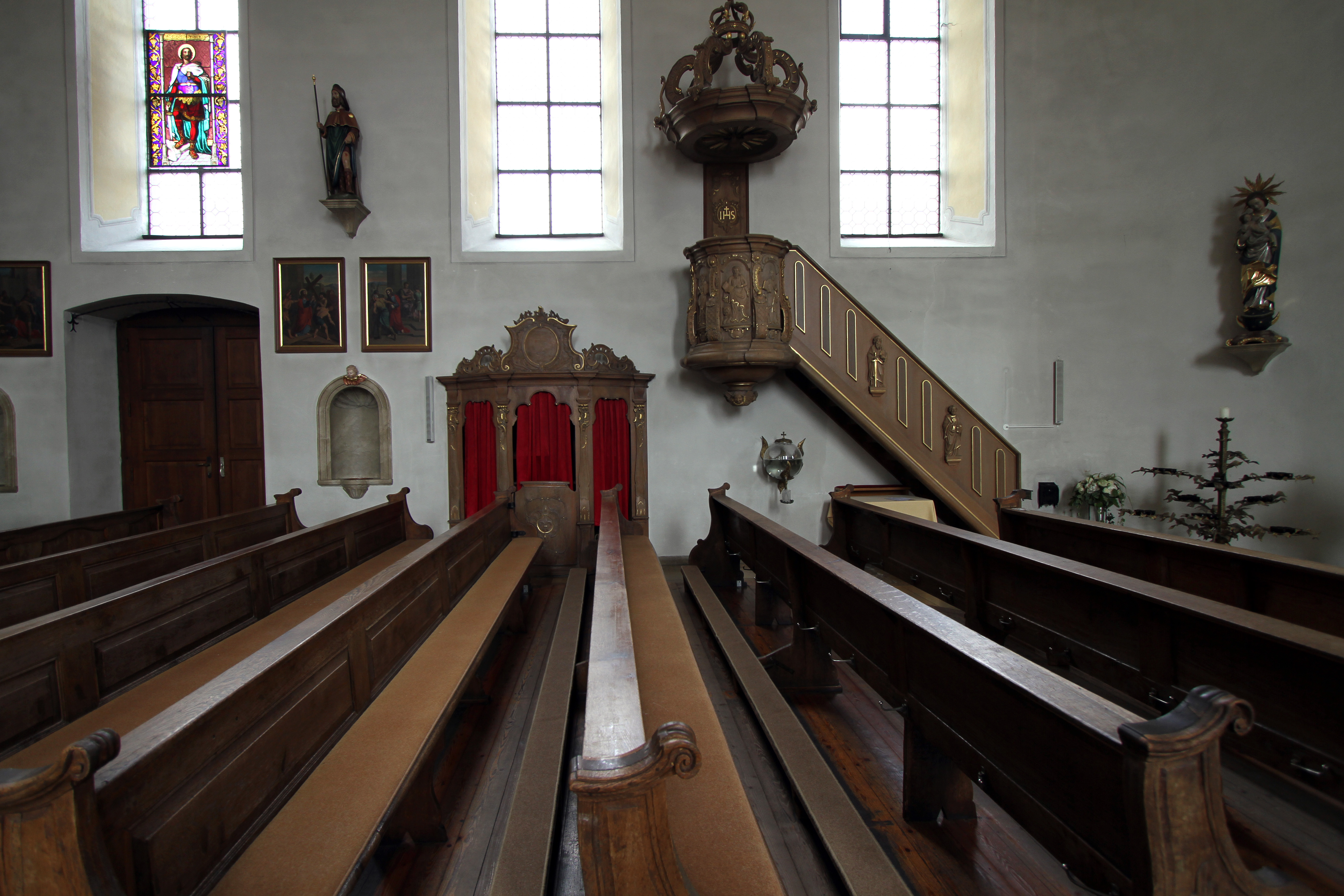
Bänke und Blick auf die Kanzel
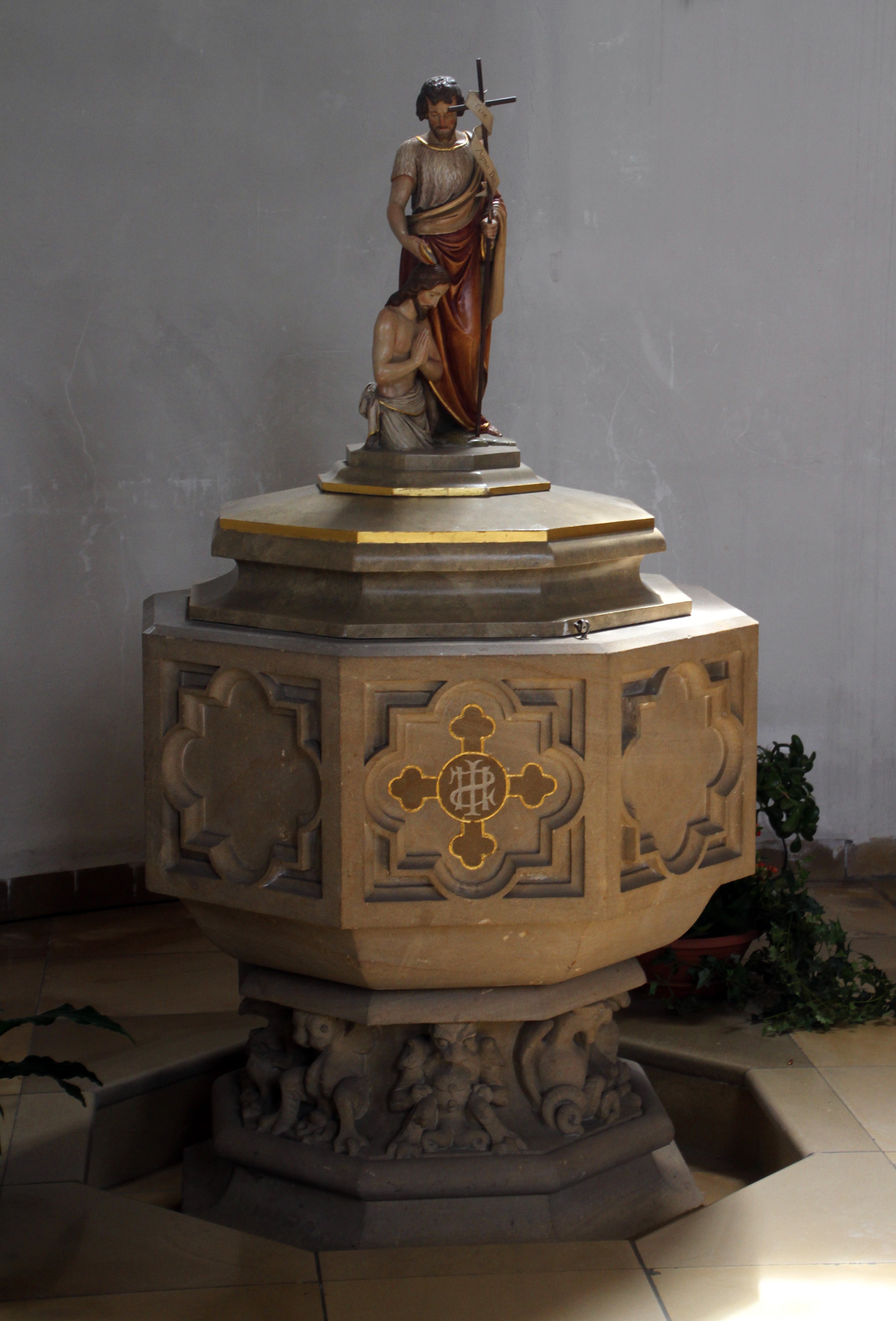
Taufstein

### Orgel

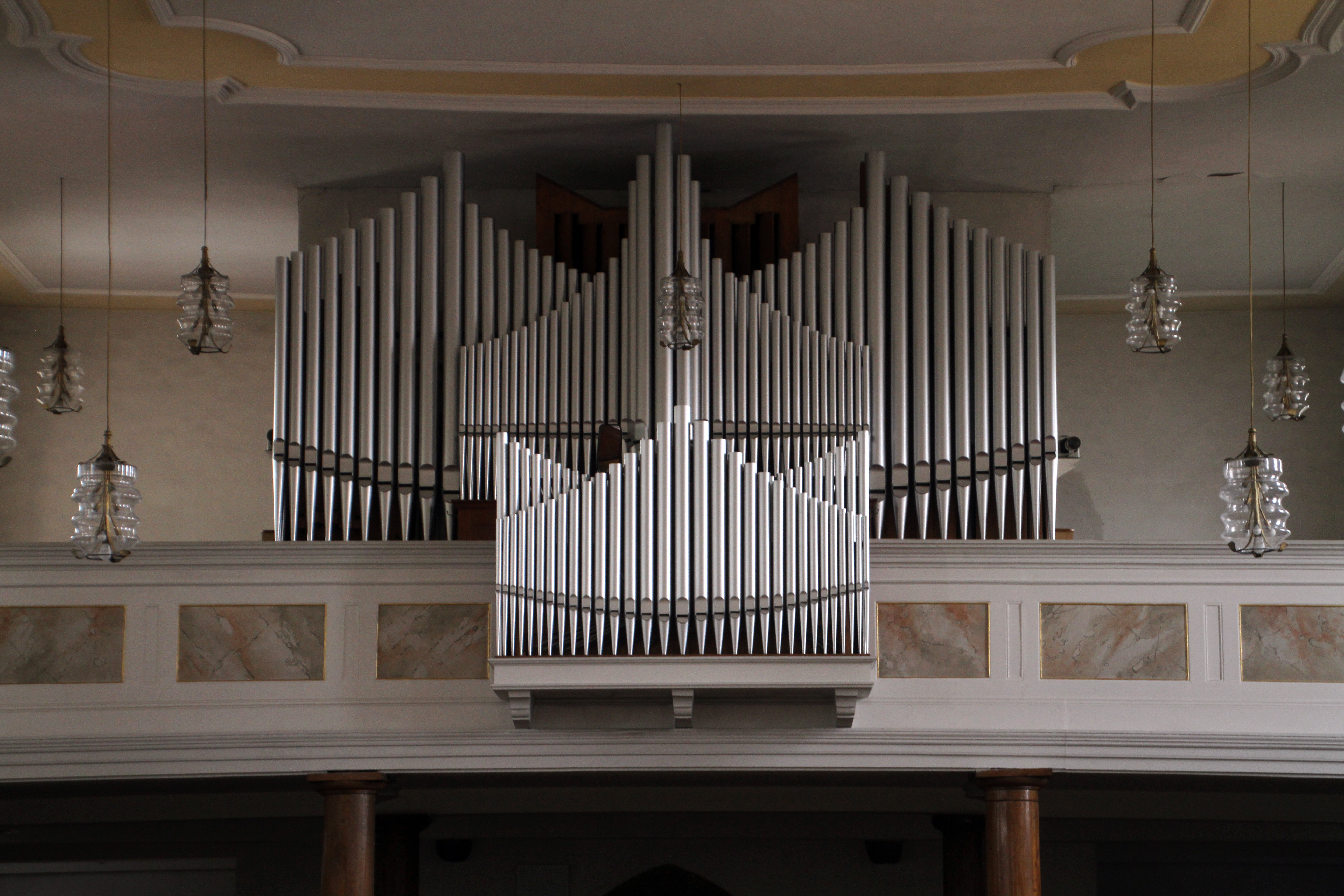
Walcker-Orgel

H. Voit & Söhne (Durlach) baute im Jahr 1877 eine zweimanualige Orgel für die Kirche mit mechanischen Trakturen und Kegelladen. Sie wurde 1930 von Franz Kämmerer (Speyer) mit pneumatischen Trakturen neugebaut und 1955 von Hugo Wehr (Haßloch) in die St.-Michael-Kirche in Weingarten versetzt.
Die heutige Orgel wurde 1955 von E. F. Walcker & Cie. (Ludwigsburg) als opus 3308 mit mechanischen Trakturen gebaut. Gerhard Kuhn (Esthal) nahm 1986 umfangreiche Umbauarbeiten vor, elektrifizierte die Registertraktur und baute einen neuen Spieltisch ein. Das Instrument verfügt heute über 31 Register auf drei Manualen und Pedal. Alle Windladen sind als Schleifladen ausgeführt. Die Disposition lautet:
| I Rückpositiv C–g3 |            |       |
| 1.                 | Gedeckt    | 8′    |
| 2.                 | Nachthorn  | 4′    |
| 3.                 | Prinzipal  | 2′    |
| 4.                 | Quinte     | 1 ⁄3′ |
| 5.                 | Zimbel III | 1′    |
| 6.                 | Krummhorn  | 8′    |
|                    | Tremulant  |       |

| II Hauptwerk C–g3 |               |        |
| 07.               | Gedecktpommer | 16′    |
| 08.               | Prinzipal     | 08′    |
| 09.               | Spitzgedeckt  | 08′    |
| 10.               | Oktave        | 04′    |
| 11.               | Flachflöte    | 02′    |
| 12.               | Mixtur V      | 01 ⁄3′ |
| 13.               | Trompete      | 08′    |

| III Schwellwerk C–g3 |                       |         |
| 14.                  | Metallflöte           | 08′     |
| 15.                  | Salicional            | 08′     |
| 16.                  | Vox coelestis (ab c0) | 08′     |
| 17.                  | Prinzipal             | 04′     |
| 18.                  | Kleingedeckt          | 04′     |
| 19.                  | Quinte                | 02 ⁄3′  |
| 20.                  | Sifflöte              | 02′     |
| 21.                  | Terz                  | 01 3⁄5′ |
| 22.                  | Scharff III           | 01′     |
| 23.                  | Dulzian               | 16′     |
| 24.                  | Kopftrompete          | 08′     |
|                      | Tremulant             |         |

| Pedal C–f1 |               |        |
| 25.        | Prinzipal     | 16′    |
| 26.        | Subbaß        | 16′    |
| 27.        | Prinzipal     | 08′    |
| 28.        | Gedecktpommer | 08′    |
| 29.        | Choralbaß     | 04′    |
| 30.        | Hintersatz V  | 02 ⁄3′ |
| 31.        | Stillposaune  | 16′    |

Anmerkungen:
1. ↑  C–H gedeckt, offen ab c0
2. ↑  C–A spanische Kröpfung
3. ↑  C–Gis aus Holz, C–E in der Orgel

- Koppeln: II/I, III/II, III/I, I/P, II/P, III/P

- Spielhilfen: sechs mechanische Setzerkombinationen, Organo Pleno, Crescendowalze, Zungen Ab

### Glocken
Die Kirche verfügt über folgende Glocken aus Bronze, die künstlerisch von den Ortsheiligen Mauritius und Theodard von Maastricht umrahmt werden:
| Nr. | Name                      | Gussjahr | Gießer, Gussort                                  | Durchmesser (mm, ca.) | Masse (kg, ca.) | Schlagton | Inschrift |
| --- | ------------------------- | -------- | ------------------------------------------------ | --------------------- | --------------- | --------- | --- |
| 1   | St. Mauritius             | 1992     | Karlsruher Glocken- und Kunstgießerei, Karlsruhe | 1.387                 | 1.550           | d1        | Hl. Mauritius, du Schutzpatron von Rülzheim, festige unser Bekenntnis zu Christus |
| 2   | Maria Königin             | 1992     | Karlsruher Glocken- und Kunstgießerei, Karlsruhe | 1.035                 | 1.035           | f1        | Wir grüßen Dich, Maria, du rosengleiche Himmelskönigin, bitte Christus deinen Sohn, um das Heil deiner Gläubigen                                                                            |
| 3   | Hl. Rochus                | 1992     | Karlsruher Glocken- und Kunstgießerei, Karlsruhe | 1.006                 | 704             | g1        | Wir ehren dich, hl. Rochus, du kluger Arzt und Helfer. Bei tödlichen Seuchen sei du uns Hilfe und unser Fürbitter im Himmel bei Christus unserem Herrn                                      |
| 4   | Teresia Benedicta A Cruse | 2001     | Glockengießerei Maria Laach, Glees               | 886                   | 478             | a1        | Heilige Theresia Benedicta A Cruce, "du vorbildhafte Suchende der Wahrheit. Zeige uns den Weg aus den Gefährdungen und der Ungewissheit des Lebens in die bergende Sicherheit des Glaubens" |
| 5   | Hl. Cäcilia               | 1992     | Karlsruher Glocken- und Kunstgießerei, Karlsruhe | 780                   | 344             | h1        | Cäcilia, rufe zusammen Sänger und Volk zum heiligen Dienst |
| 6   | Hl. Theodard              | 1992     | Karlsruher Glocken- und Kunstgießerei, Karlsruhe | 697                   | 240             | d2        | Hl. Märtyrer Theodard, du gabst dein Leben hin für die Armen, steh uns in aller Bedrängnis bei                                                                                              |

## Pfarrei
Die Pfarreiengemeinschaft Rülzheim wurde zum 1. September 2012 mit den vier Gemeinden der heutigen Pfarrei gegründet. Im Zuge der Pfarreienreform im Bistum Speyer wurden zum 1. Januar 2016 die vormals 346 Pfarreien (123 Pfarreiengemeinschaften) zu 70 Großpfarreien zusammengelegt, wodurch auch die Pfarrei Heiliger Theodard Rülzheim entstand. Zu dieser Pfarrei gehören folgende vier Teilgemeinden:
- Rülzheim (Pfarrkirche St. Mauritius, Dieterskirchel, Almosenkapelle)
- Leimersheim (St. Gertrud)
- Kuhardt (St. Anna)
- Hördt (St. Georg)